# Taeniolella phaeophysciae
Taeniolella phaeophysciae is een parasiet die leeft op korstmossen. Hij leeft op rond schaduwmos (Phaeophyscia orbicularis). Andere bronnen noemen Phaeophyscia, Physcia en Physconia.

## Kenmerken
Taeniolella phaeophysciae komt voor op het thallus en de apothecia van zijn gastheer. Conidioforen komen alleen of in kleine losse groepjes voor en meten 8–80 × 2,5–6,5 (–8) μm.

## Verspreiding
Taeniolella phaeophysciae komt voor in Eurazië. In Nederland komt het vrij zeldzaam voor.